# Conselho Nacional de Faculdades de Trabalho
O Conselho Nacional de Faculdades de Trabalho (NCLC) foi uma organização criada no Reino Unido para promover a educação independente da classe trabalhadora.
A organização foi fundada em uma convenção realizada no Clarion Club House, Yardley, Birmingham, em 9 de outubro de 1921. Seu papel era atuar como um órgão de coordenação para o movimento das faculdades de trabalho, incluindo o Central Labor College.
O Conselho Nacional de Faculdades de Trabalho absorveu a Plebs League um ano após a greve geral de 1926 no Reino Unido e continuou a publicar a Plebs 'Magazine.